# Zichuan
Zichuan, tidigare romaniserat Tzechwan, är ett distrikt i staden Zibo i Shandong-provinsen, Kina.
Zichuan var tidigare ett eget härad sedan 400-talet, men slogs samman med en rad andra områden för att bilda staden Zibo under 1950-talet.
Den berömde författaren Pu Songling kom från Zichuan.

## Källa
1. ↑  ”worldpostmarks.net”. Arkiverad från originalet den 2 januari 2015. https://web.archive.org/web/20150102101710/http://worldpostmarks.net/HTML%20Countries/china.htm. Läst 22 juli 2015.
2. ↑  Xia Zhengnong, Cihai (Shanghai: Shanghai cishu chubanshe, 1993), s. 1090.